# Mauro Gambetti
Mauro Gambetti (Castel San Pietro Terme, 27 ottobre 1965) è un cardinale, arcivescovo cattolico e religioso italiano dell'ordine dei frati minori conventuali, dal 20 febbraio 2021 vicario generale di Sua Santità per la Città del Vaticano e per le ville pontificie di Castel Gandolfo, arciprete della basilica di San Pietro in Vaticano e, sino al 21 aprile 2025, presidente della Fabbrica di San Pietro.

## Biografia
Mauro Gambetti è nato il 27 ottobre 1965 a Castel San Pietro Terme, provincia ed arcidiocesi di Bologna, in Emilia-Romagna. Ha vissuto l'infanzia e la giovinezza ad Imola con i genitori Ermenegildo Gambetti e Maria Teresa Ceroni. Nella sua famiglia erano già presenti due sacerdoti, entrambi fratelli del nonno paterno Antonio: padre Ermenegildo (1871-1927), missionario in Sudamerica, e don Carlo (1883-1945), dapprima parroco e poi canonico della cattedrale imolese.
Ha ricevuto il sacramento della prima comunione nella parrocchia di San Giovanni Nuovo ad Imola, dove è stato preparato anche alla cresima, che ha ricevuto dall'allora vescovo Luigi Dardani nella cattedrale di San Cassiano il 3 ottobre 1976.

### Formazione e ministero sacerdotale
Dal padre, fondatore di un'impresa metalmeccanica, ha ereditato il gusto per la meccanica. Ha studiato al liceo scientifico d'Imola, dove è stato compagno di classe (sezione B) di Stefano Domenicali, futuro capo reparto corse della Scuderia Ferrari.
Dopo la maturità ha studiato ingegneria meccanica con indirizzo impiantistico presso l'Università di Bologna e dopo la laurea ha svolto il servizio militare obbligatorio in fanteria vicino a Bergamo.
È entrato nel postulato dell'Ordine dei frati minori conventuali nel settembre 1992. Ha vissuto l'anno di noviziato ad Osimo e qui ha professato la vita e la regola francescana con i voti temporanei il 29 agosto 1995. Ha professato i voti perpetui il 20 settembre 1998 in cattedrale ad Imola. Dopo il baccalaureato in teologia presso l'Istituto Teologico di Assisi, ha studiato antropologia teologica e conseguito la licenza presso la Facoltà teologica dell'Italia centrale di Firenze.
Ha ricevuto l'ordinazione sacerdotale l'8 gennaio 2000, presso il santuario del Santissimo Crocifisso a Longiano, dal vescovo di Cesena-Sarsina Lino Esterino Garavaglia. Qui, nello stesso convento, ha operato come animatore della pastorale vocazionale per l'Emilia-Romagna e, dal 2005 al 2009, anche come guardiano (responsabile) della comunità francescana. Nella primavera 2009 il capitolo della provincia bolognese di Sant'Antonio di Padova lo ha eletto ministro provinciale per i frati minori conventuali dell'Emilia-Romagna, mentre nel 2010 è stato nominato anche assistente regionale dell'Ordine francescano secolare per l'Emilia Romagna.
Il 22 febbraio 2013 il ministro generale Marco Tasca, in accordo con il suo collegio definitorio, lo ha nominato custode della custodia generale del sacro convento di San Francesco in Assisi per il quadriennio 2013-2017, confermandolo nuovamente per il quadriennio 2017-2021. A motivo dell'ufficio di custode, Domenico Sorrentino, arcivescovo-vescovo di Assisi-Nocera Umbra-Gualdo Tadino, lo ha nominato vicario episcopale per la pastorale della basilica papale di San Francesco e degli altri luoghi di culto retti dai frati minori conventuali nella medesima diocesi.
Nel settembre 2017 è stato eletto presidente della Federazione inter-mediterranea dei ministri provinciali del suo Ordine.

### Ministero episcopale e cardinalato

Stemma arcivescovile

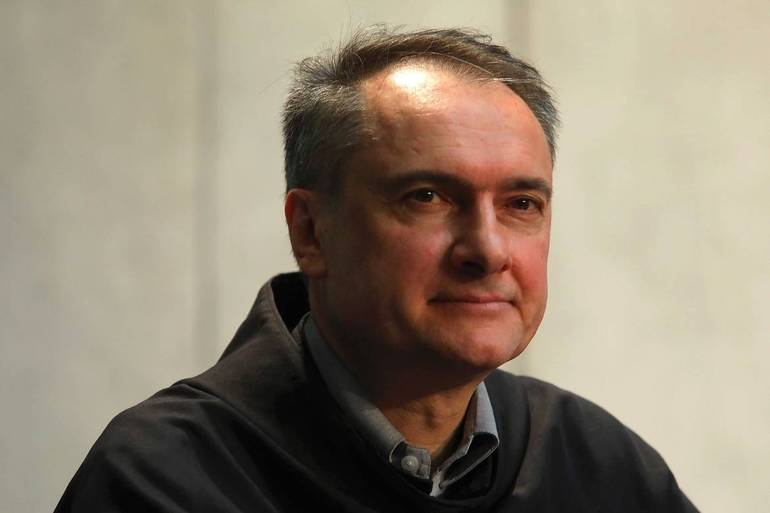
Il futuro cardinale Gambetti il 13 novembre 2020

Il 25 ottobre 2020, durante l'Angelus, papa Francesco ha annunciato la sua creazione a cardinale nel concistoro del 28 novembre seguente. A seguito di tale annuncio ha rassegnato le dimissioni dall'ufficio di custode generale, accettate dal ministro generale con il consenso del suo definitorio il 31 ottobre 2020 «in ragione dell'incompatibilità degli uffici (cf CIC, can. 152)». È la prima volta che un francescano conventuale torna a ricevere la porpora dal XIX secolo: l'ultimo era stato Antonio Maria Panebianco, creato cardinale il 27 settembre 1861.
Il 30 ottobre gli è stata assegnata la sede titolare di Tisiduo con dignità di arcivescovo, a titolo personale, in conformità al motu proprio Cum Gravissima, firmato da papa Giovanni XXIII nel 1962, il quale stabilisce che tutti i cardinali debbano essere per regola ordinati vescovi. 
Ha ricevuto la consacrazione episcopale il successivo 22 novembre, presso la Basilica di San Francesco ad Assisi, per imposizione delle mani del cardinale Agostino Vallini, legato pontificio per le basiliche di San Francesco e di Santa Maria degli Angeli, assistito dai co-consacranti Domenico Sorrentino, arcivescovo-vescovo di Assisi-Nocera Umbra-Gualdo Tadino, e Giovanni Mosciatti, vescovo di Imola.
Nel concistoro del 28 novembre 2020 papa Francesco gli ha imposto la berretta e l'anello, assegnandogli la diaconia del Santissimo Nome di Maria al Foro Traiano, la cui chiesa è particolarmente vicina alla basilica dei Santi XII Apostoli, da secoli sede della Curia generale dell'Ordine di appartenenza del cardinale. Al momento della sua nomina è il più giovane porporato italiano vivente e il terzo più giovane in assoluto. 
Il 20 febbraio 2021 papa Francesco lo ha nominato, cinquantacinquenne, vicario generale di Sua Santità per la Città del Vaticano e per le ville pontificie di Castel Gandolfo, arciprete della Basilica di San Pietro in Vaticano e presidente della Fabbrica di San Pietro; è succeduto al cardinale Angelo Comastri, dimissionario per raggiunti limiti d'età. Dall'ultimo incarico, ma non dai primi due, decade il 21 aprile 2025, a motivo della morte di papa Francesco.
Il 29 maggio 2021 ha preso possesso della diaconia del Santissimo Nome di Maria al Foro Traiano.
Da presidente della Fabbrica di San Pietro ha avviato il progetto di sostenibilità della basilica di San Pietro in Vaticano, affidando a Walter Ganapini il coordinamento del comitato scientifico.

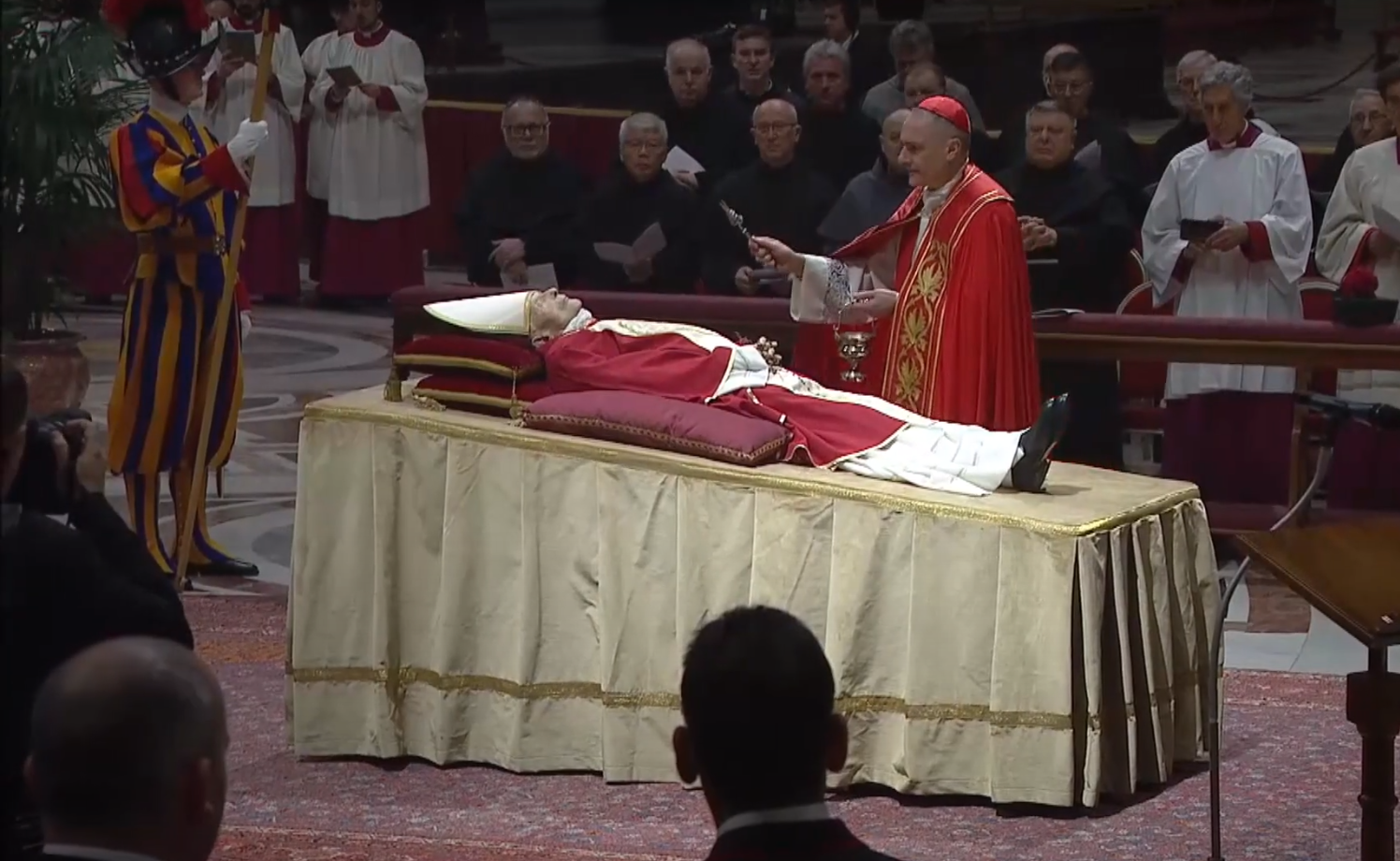
Il cardinale Mauro Gambetti benedice la salma di Benedetto XVI, esposta nella basilica di San Pietro

Il 2 gennaio 2023, due giorni dopo la morte di Benedetto XVI, ha accolto la salma del papa emerito, proveniente dal monastero Mater Ecclesiae, nella basilica di San Pietro, dove è stata esposta per l'omaggio dei fedeli, prima delle esequie celebrate da papa Francesco il 5 gennaio successivo.
Il 2 giugno 2023 papa Francesco lo ha nominato giudice della Corte di cassazione dello Stato della Città del Vaticano, con decorrenza dal 1º gennaio 2024. Decade dall'incarico con la morte del pontefice il 21 aprile 2025.
È stato membro della Congregazione per gli istituti di vita consacrata e le società di vita apostolica, dal 16 dicembre 2020, della Pontificia commissione per lo Stato della Città del Vaticano, dal 4 novembre 2021, e del Dicastero per la comunicazione, dal 2 dicembre 2021.
Il 7 e 8 maggio 2025 ha partecipato come cardinale elettore al conclave che ha portato all'elezione di papa Leone XIV.

## Genealogia episcopale e successione apostolica
La genealogia episcopale è:
- Cardinale Scipione Rebiba
- Cardinale Giulio Antonio Santori
- Cardinale Girolamo Bernerio, O.P.
- Arcivescovo Galeazzo Sanvitale
- Cardinale Ludovico Ludovisi
- Cardinale Luigi Caetani
- Cardinale Ulderico Carpegna
- Cardinale Paluzzo Paluzzi Altieri degli Albertoni
- Papa Benedetto XIII
- Papa Benedetto XIV
- Cardinale Enrico Enriquez
- Arcivescovo Manuel Quintano Bonifaz
- Cardinale Buenaventura Córdoba Espinosa de la Cerda
- Cardinale Giuseppe Maria Doria Pamphilj
- Papa Pio VIII
- Papa Pio IX
- Cardinale Alessandro Franchi
- Cardinale Giovanni Simeoni
- Cardinale Vincenzo Vannutelli
- Cardinale Giovanni Battista Nasalli Rocca di Corneliano
- Cardinale Marcello Mimmi
- Arcivescovo Giacomo Palombella
- Cardinale Michele Giordano
- Cardinale Agostino Vallini
- Cardinale Mauro Gambetti, O.F.M.Conv.

La successione apostolica è:
- Cardinale Fortunato Frezza (2022)

## Araldica

### Blasonatura
D'oro, al pellicano con la sua pietà al naturale, addestrato e sinistrato di sedici gocce di sangue dello stesso, movente da un monte di tre cime all'italiana di verde; al capo d'azzurro, caricato di un destrocherio di carnagione, attraversante un sinistrocherio vestito, posti in decusse, con le mani appalmate, stimmate di rosso, uscenti da 2 nuvole d'argento e attraversanti una croce latina di rosso.
Ornamenti esterni da cardinale arcivescovo.

### Interpretazione
Lo scudo del cardinale Gambetti ha una forma rinascimentale detta "a testa di cavallo", ed è molto tipica nella tradizione araldica italiana. All'interno di esso sono presenti:
- l'emblema dei francescani, ossia la "conformità", cioè l'inscindibile patto tra san Francesco e il Salvatore, rappresentato dal braccio di Cristo incrociato con il braccio manicato in grigio di san Francesco (il colore grigio indica il ramo dei frati conventuali) e con la croce sullo sfondo, entrambi con le mani mostranti le stimmate. Esso afferma visivamente l'appartenenza del cardinale Gambetti all'Ordine dei frati minori Conventuali. Tale simbolo ha origine in san Bonaventura da Bagnoregio che eletto vescovo di Albano lo volle come stemma episcopale;[17]
- il pellicano con la sua pietà, cioè mentre nutre i suoi piccoli squarciandosi il petto, che simboleggia l’infinito amore di Cristo per gli uomini, ai quali dona il suo stesso sangue nell’Eucaristia, che è appunto Sacramento di Carità. Infatti nel mistero eucaristico Cristo stesso nutre ed edifica la Chiesa continuamente;
- le gocce di sangue con cui il pellicano nutre i propri piccoli e che sono estese anche ai lati dell’animale simboleggia la diffusione della carità;
- il trimonzio che compare nella simbologia francescana e del Sacro Convento di Assisi evoca il sacrificio di Cristo sul Calvario, dono grande di amore per l'umanità.

### Motto
Il motto del cardinale Gambetti è Omnibus subiecti in caritate ("Soggetti a tutti per amore") riprende le espressioni sia della Prima lettera di Pietro (1Pt 2,13) che della Lettera agli Efesini di San Paolo (Ef 5,21) e che a loro volta sono entrate nella spiritualità francescana attraverso lo sguardo di San Francesco rivolto al Cristo povero e crocifisso del quale ripercorre le orme nello svuotamento di sé e nel servizio ad ogni creatura come frate minore: "non facciano liti né dispute, ma siano soggetti ad ogni creatura umana per amore di Dio" (cfr. Francesco d'Assisi, Regola non bollata, XVI, 6).